# Распе, Ян-Карл
Ян-Карл Ра́спе (нем. Jan-Carl Raspe, 24 июля 1944, Зефельд — 18 октября 1977, Штутгарт) — западногерманский террорист, один из основателей Фракции Красной Армии (РАФ).

## Биография
Ян-Карл Распе родился 24 июля 1944 года в Зефельде, земля Тироль, Австрия. Прямой потомок знаменитого писателя Рудольфа Эриха Распе. Его отец был крупным фабрикантом, однако после вступления на территорию Восточной Германии советских войск лишился своего бизнеса. Распе сумел переехать из новообразованного государства — ГДР — на запад в 1961 году, и стал жить там у своих дяди и тёти. Распе были близки коммунистические убеждения. В конце 1960-х годов познакомился с Андреасом Баадером, будущим основателем Фракции Красной Армии.

## Деятельность в РАФ
Ядро РАФ, чья активная деятельность началась после побега Баадера из тюрьмы в мае 1970 года, составило, помимо собственно Баадера и Распе, ещё два человека — девушка первого Гудрун Энслин и известная немецкая журналистка Ульрика Майнхоф. Распе был водителем и ремонтировал транспорт организации.
После ряда терактов, жертвами которых стали десятки человек, Баадер с сообщниками был арестован. В числе арестованных оказался и Распе. Во время обыска у него были обнаружены огнестрельное оружие, взрывчатка и аппарат Морзе. Выступая в суде, Распе назвал государственного обвинителя, Генерального прокурора ФРГ Зигфрида Бубака, организатором убийства в тюрьме Ульрики Майнхоф, одной из руководительниц РАФ, в мае 1976 года. Через несколько дней Бубак был убит членами РАФ, оставшимися на свободе. 28 апреля 1977 года, после долгих слушаний, суд приговорил Баадера, Энслин и Распе к пожизненному лишению свободы. Лидеры РАФ отбывали своё наказание в тюрьме Штамхайн в Штутгарте, земля Баден-Вюртемберг. 
18 октября 1977 года все трое были найдены мёртвыми в своих камерах. По официальной версии, Баадер и Распе застрелились из пистолетов, тайно пронесённых в тюрьму адвокатами, а Энслин повесилась на кабеле, в знак протеста против условий содержания. Эта версия подвергается сомнению многими историками и исследователями (адвокат РАФ Клаус Круассон, Генрих Бёлль, А.Н.Тарасов).